# 千振ダム
千振ダム（ちぶりダム）は、栃木県那須郡那須町豊原にある那珂川水系黒川の支流に建設された灌漑専用ダムである。

## 概要
那須高原の東端福島県境白河市の近くの丘陵地に位置する。湖の周囲はゴルフ場、別荘地になっている。ダムの型式はロックフィルダムで、高さは23.0mだが、緑の芝に覆われておりアースダムのように見える。灌漑を目的としており、春先の田植え等少雨時の灌漑に威力を発揮している。
当千振ダムは、現在県知事認可の農業団体「千振土地改良区」が管理を担当しているが、平成20年4月1日以降は那須町の「千振土地改良区」を含む10の土地改良区が合併して誕生する「那須町土地改良区」の「千振維持管理委員会」に管理が引き継がれる予定。